# Mike Stern
Mike Stern, född 10 januari 1953, är en amerikansk jazzgitarrist. Han fick sitt genombrott med Miles Davis comeback-grupp, runt 1981.
Sterns meritlista som studiomusiker inkluderar arbeten med jazzikoner som saxofonisterna Stan Getz och Joe Henderson, basisten Jaco Pastorius, gitarristerna Jim Hall och Pat Martino, trumpetarna Tom Harrell, Arturo Sandoval och Tiger Okoshi och saxofonisterna Michael Brecker, Bob Berg och David Sanborn och även musikgrupperna Steps Ahead och The Brecker Brothers.
Mike Stern är gift med gitarristen och sångerskan Leni Stern. Han är även halvbror till skådespelerskan Kyra Sedgwick.

## Biografi
Vid Berklee College of Music i Boston ändrades Sterns fokus till jazz. Stern deltog på spelning tillsammans med Blood, Sweat & Tears 1976 och blev kvar i bandet i två år. Han förekom på bandets album More Than Ever och Brand New Day.
År 1979 spelade Stern i Billy Cobhams powerhouse fusion-band. Två år senare ingick han i Miles Davis musikgrupp och gjorde sin scendebut med Davis 27 juni 1981 på Kix nightclub Boston. Han blev kvar i Davis band till 1983. Från 1983 till 1984 turnerade han med Jaco Pastorius band och år 1985 återgick han till Davis för en turné som skulle hålla på nästan ett helt år.
Mike Sterns första soloalbum Upside Downside gavs ut 1986 på Atlantic Records. På skivan medverkar Jaco Pastorius, David Sanborn och Bob Berg. Från 1986 till 1988 var Stern medlem i Michael Breckers kvintett, där han förekom på Don't Try This at Home.
På Sterns andra album för Atlantic, Time in Place (1988), fanns Peter Erskine på trummor, Jim Beard på keyboards, Jeff Andrews på bas, Don Alias på percussion och Don Grolnick på orgel. Uppföljaren till albumet Jigsaw kom 1989 som producerades av gitarrkollegan Steve Khan och innehöll bland annat "Chief", Sterns tribut till Miles Davis. 1989 bildade Stern en grupp tillsammans med Bob Berg, trummisen Dennis Chambers och basisten Lincoln Goines. Bandet levde till 1992 och förekommer på Sterns Atlantic-utågva, Odds or Evens.
Stern förenades 1992 med det återförenade Brecker Brothers Band och blev en faktor i den succé som gruppen gjorde i två år framåt. Hans jazziga album Standards and Other Songs från 1993 ledde till att Stern utsågs till Best Jazz Guitarist Of The Year av läsarna och kritikerna i tidningen Guitar Player. 1994 kom uppföljaren Is What It Is och 1996 kom Between the Lines. Båda blev Grammy-nominerade.
År 1997 återvände Stern till ett jazzigare sound med albumet Give and Take, en friare och spontanare inspelning där basisten John Patitucci, trummisen Jack DeJohnette och percussionisten Don Alias förekommer. Som gäster på skivan fanns Michael Brecker och David Sanborn. Han vann Orville W. Gibson Award for Best Jazz Guitarist för det albumet.
En Mike Stern signatur-modell blev tillverkad av Yamaha som en del av deras Pacifica-modeller. Gitarren är baserad på Sterns Fender Telecaster.

## Diskografi
- 1983 - Neesh
- 1986 - Upside Downside
- 1988 - Time in Place
- 1989 - Jigsaw
- 1991 - Odds or Evens
- 1992 - Standards and Other Songs
- 1994 - Is What It Is
- 1996 - Between the Lines
- 1997 - Give and Take
- 1999 - Play
- 2001 - Voices
- 2004 - These Times
- 2006 - Who Let the Cats Out?
- 2009 - Big Neighborhood
- 2024 - Echoes and Other Songs